# Cervatto
Cervatto (Cervat in piemontese) è un comune italiano di 47 abitanti della provincia di Vercelli in Piemonte. È il comune meno popoloso della provincia.

## Geografia fisica
Cervatto è un piccolo comune piemontese della Valsesia, situato su un punto panoramico nell’alta Val Mastallone, nella provincia di Vercelli. Il comune, uno dei meno popolati in Italia, sorge in una posizione panoramica a circa 1000 metri s.l.m. e, nonostante le sue ridotte dimensioni e i suoi pochi abitanti (circa cinquanta), è composto da sei piccole frazioni disperse in posizioni panoramiche lungo i versanti montuosi che circondano Cervatto.
Il territorio comunale, che presenta un profilo geometrico irregolare, subisce delle variazioni altimetriche piuttosto accentuate, raggiungendo anche i 2095 metri di altitudine.

## Origini del nome
Il paese prende il nome dal torrente Cervo, un affluente del Mastallone che scorre nella Val Cervo di Cervatto.

## Storia

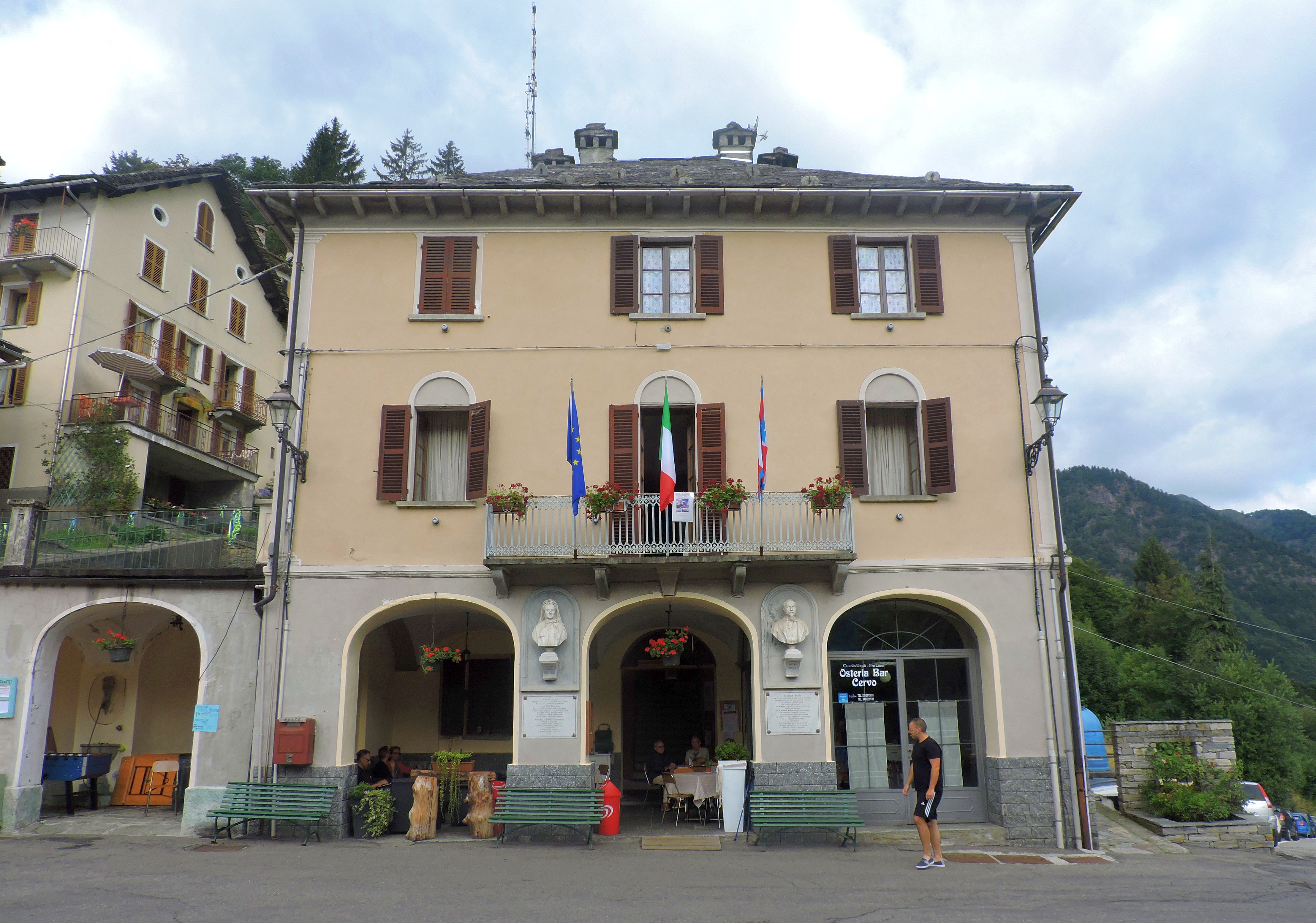
Il municipio

Per svariati secoli le vicende storiche di Cervatto - le cui effettive origini restano ancora incerte, nonostante alcune testimonianze della presenza Walser - sono state condivise con il comune di Fobello, rispetto al quale è sempre stato dipendente, sino al 1845. Già nel 1738 si segnala comunque un primo distaccamento, seppur di tipo religioso e non civile, concesso dal Vescovo di Novara, cardinal Gilberto Borromeo. In quell'occasione, infatti, la chiesa di San Rocco di Cervatto è stata distaccata dalla parrocchia di Fobello: da quel momento la chiesa di San Rocco diventa a tutti gli effetti una parrocchia autonoma.
Per decenni - in piena "Belle Époque" - il paese è stato un punto di riferimento prediletto della borghesia piemontese e lombarda vista la grande pace, la tranquillità e la bellezza paesaggistica che vi si potevano trovare. Non a caso, proprio per queste siffatte caratteristiche, Cervatto viene ancora oggi chiamato la “Conca di Smeraldo”.
Tra le famiglie più note che Cervatto ha ospitato ricordiamo:
- Borsalino, che agli inizi del secolo scorso ha fatto realizzare dall'architetto Michele Frapolli una villa chiamata "La Cervattina";
- Montaldo, che per mezzo del commendatore Giuseppe Montaldo, verso fine Ottocento, ha fatto costruire un'imponente villa-castello chiamato "Il Castello";
- Banfi, di origine pugliese. Enea, e suo fratello Febo, sono stati tra i soci fondatori dell'azienda tessile Manifattura di Legnano: una lapide vicino al palazzo comunale commemora l'imprenditore;
- Pietro Bayla, imprenditore del settore tessile e principale promotore per la realizzazione della strada carrozzabile che da Varallo giunge a Fobello e, quindi, a Cervatto. Per la sua realizzazione ha donato 5000 lire;
- Dell’Acqua, famiglia legata all'imprenditore lombardo Carlo Dell'Acqua e all'omonimo cotonificio, che sul finire dell'Ottocento hanno fatto realizzare una villa, oggi in corso di riqualificazione ai fini della conversione in struttura ricettiva;
- Koelliker, famiglia legata al mondo dell'automobilismo che ha fatto costruire "Villa Enea".

### Simboli
Lo stemma e il gonfalone del comune di Cervatto sono stati concessi con decreto del presidente della Repubblica del 26 dicembre 1963.
Vi è raffigurata una testa di cervo, in evidente assonanza con il toponimo.
Il gonfalone è un drappo di azzurro.

## Amministrazione
| Periodo        | Periodo        | Primo cittadino  | Partito                     | Carica  | Note |
| -------------- | -------------- | ---------------- | --------------------------- | ------- | ---- |
| 4 Giugno 1985  | 18 Maggio 1990 | Ottavio Regaldi  | Partito Comunista Italiano  | Sindaco |      |
| 18 maggio 1990 | 14 giugno 1999 | Ottavio Regaldi  | Democrazia Cristiana,Centro | Sindaco |      |
| 14 giugno 1999 | 6 maggio 2009  | Ottavio Regaldi  | Lista civica                | Sindaco |      |
| 8 Giugno 2009  | 26 Maggio 2019 | Federica Stalla  | Lista civica                | Sindaco |      |
| 27 Maggio 2019 | 7 giugno 2024  | Marina Moretti   | Lista civica                | Sindaco |      |
| 9 giugno 2024  | attuale        | Daniele Tacchino | Lista civica                | Sindaco |      |

## Monumenti e luoghi di interesse

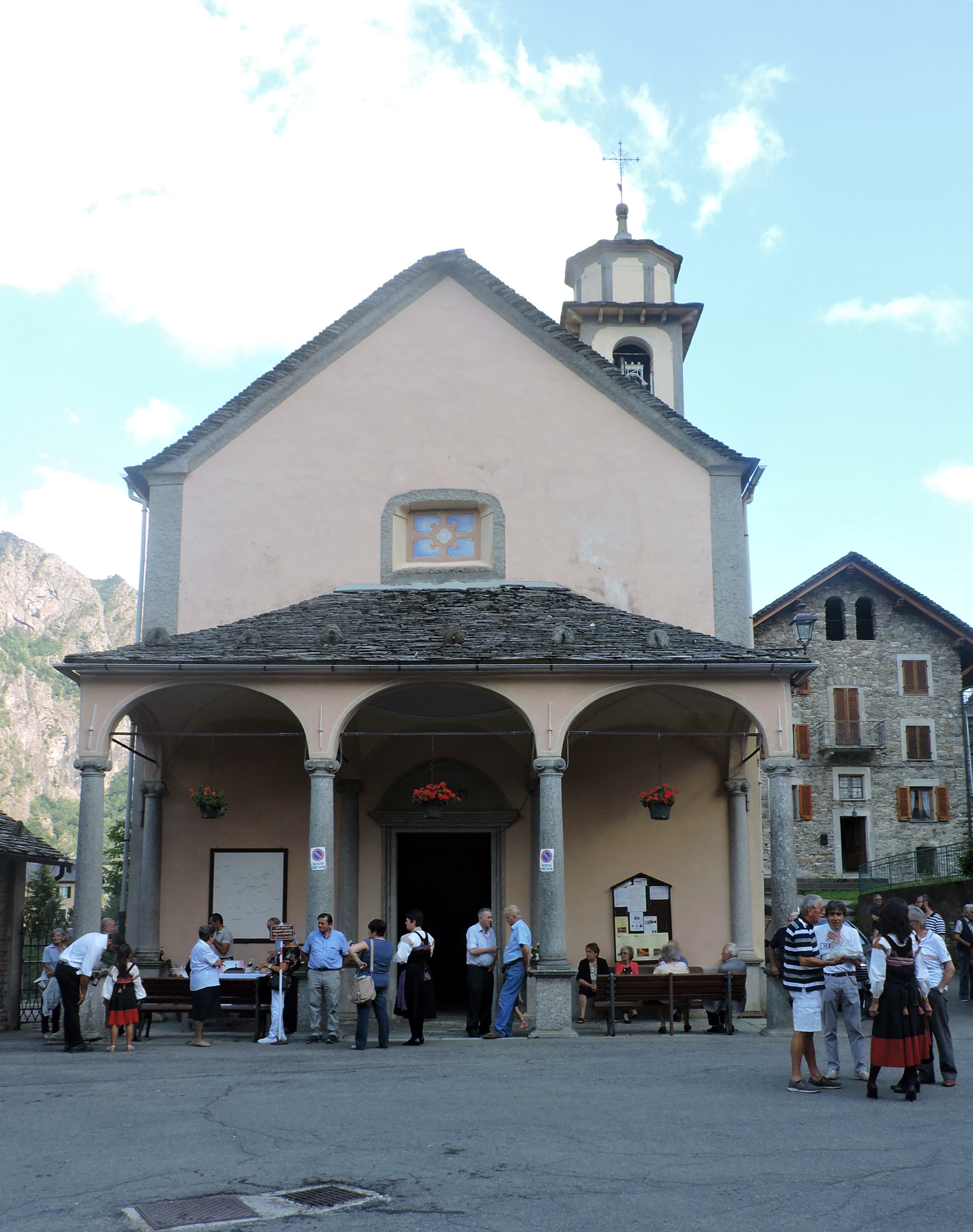
La parrocchiale

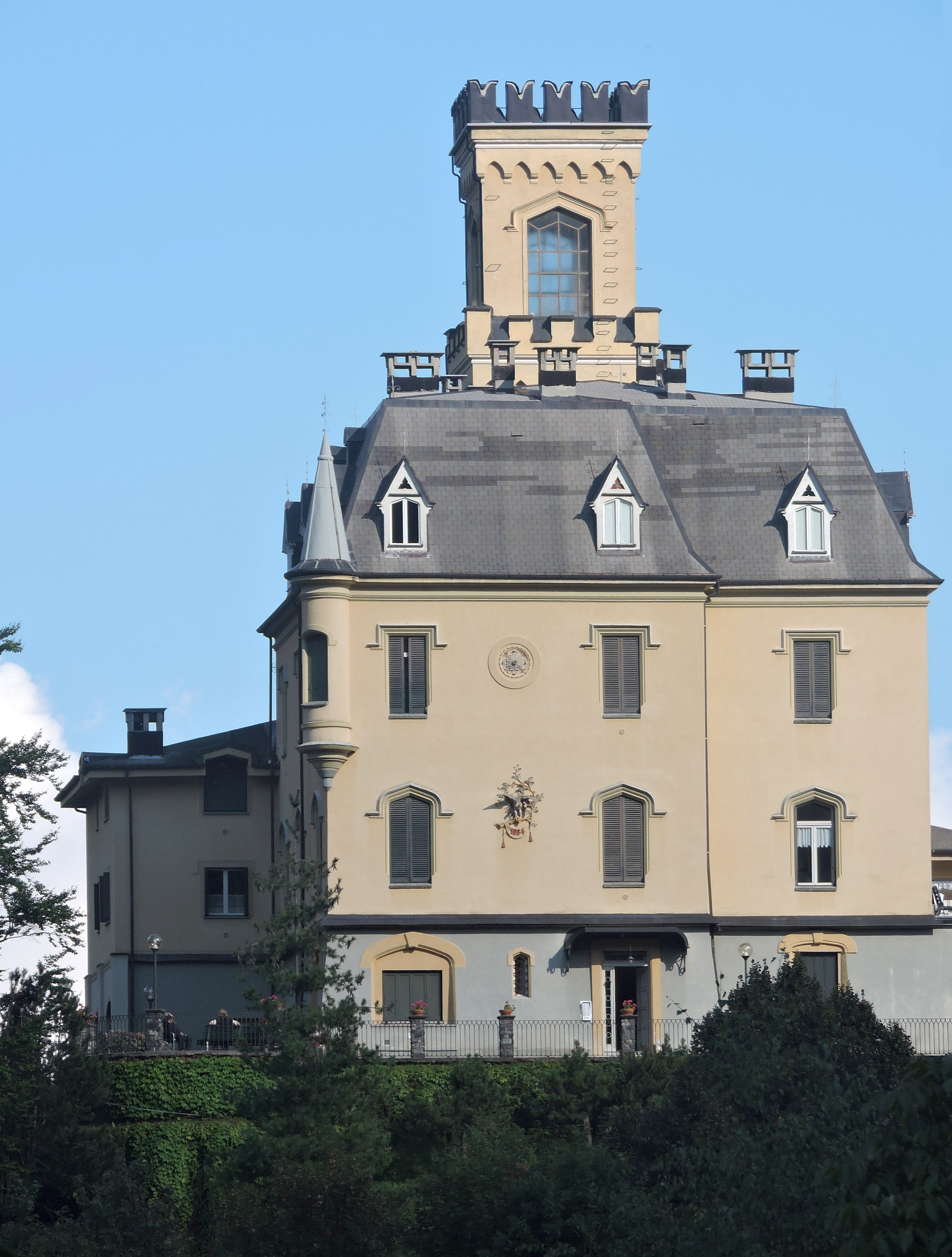
Il castello

- La chiesa parrocchiale di San Rocco, edificata nel XVII secolo è stata decorata dai fratelli Avondo. Pur risalendo al 1600 è stata consacrata solo nel 1845, dopo oltre un secolo dal distaccamento dalla diocesi di Fobello. Al suo interno conserva una tela di De Dominici risalente alla fine del XIII secolo, conosciuta con il nome “Morte di San Giuseppe”.[4][8]
- Cervatto è dominato da un'imponente villa-castello fatta costruire con lineamenti teutonici su un poggio panoramico, a fine Ottocento, dal commendatore Giuseppe Montaldo.[4][8]
- Il Pizzo Tracciora di Cervatto (1917 m) è una cima posta al confine con la vicina Val Sermenza, accessibile per sentiero dal centro del paese in circa tre ore[13]

## Società

### Evoluzione demografica
Abitanti censiti

### Tradizioni e artigianato
Anticamente gli abitanti della zona erano commercianti e albergatori. Per quanto riguarda l'artigianato, importante è la lavorazione del puncetto: un pizzo ad ago usato per impreziosire vari oggetti quali tovagliette, fazzoletti e anticamente paramenti sacri e tradizionali costumi locali valsesiani.